# Högkvarter

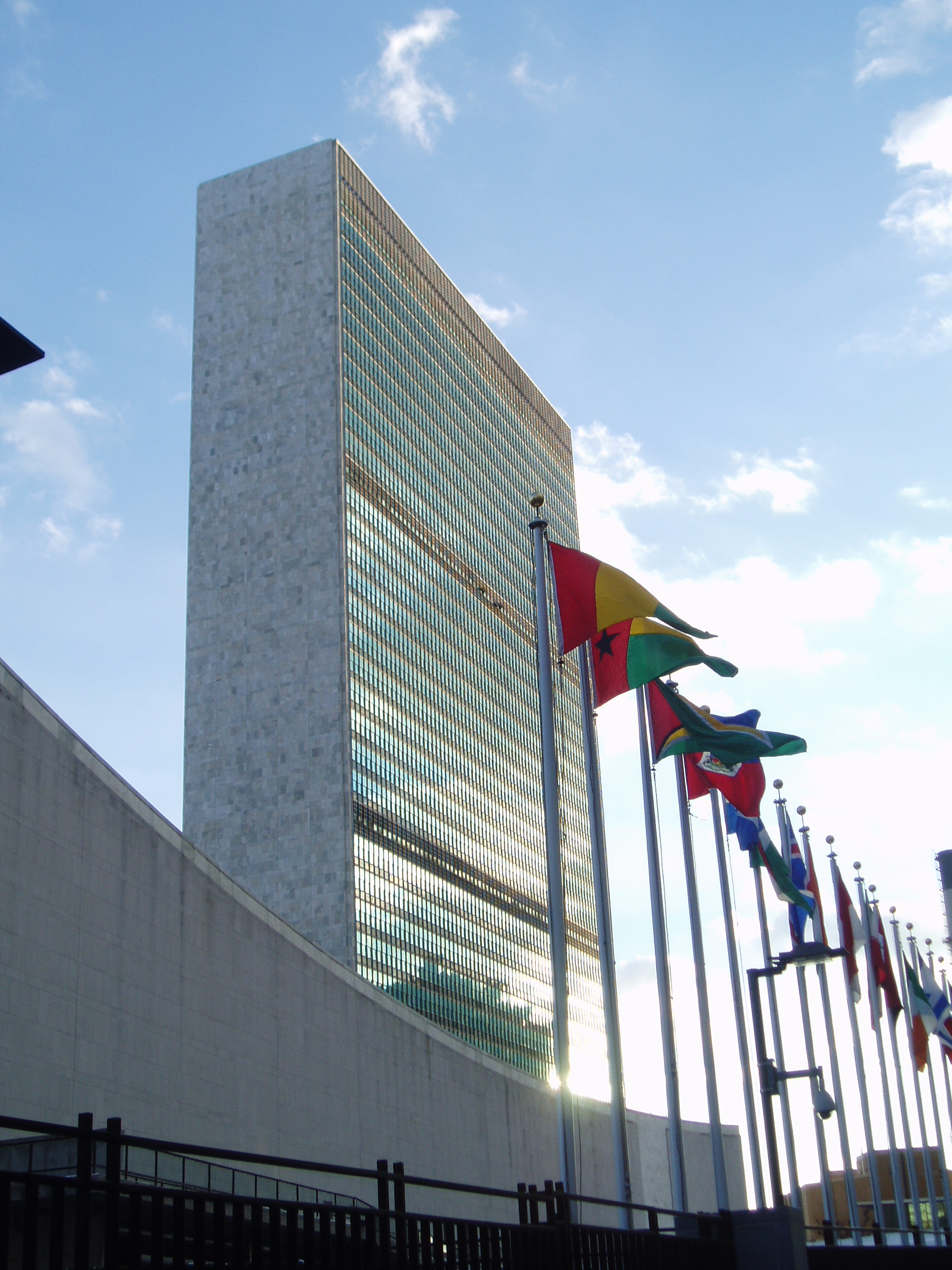
FN:s huvudkontor i New York

Ett högkvarter (HK) är militära och ibland andra större organisationers centrala administration och ledning. Det är ett huvudcentrum där ledningen och deras närmaste stödpersonal arbetar. I militära sammanhang kan högkvarter och högre staber betyda ungefär samma sak.

## Huvudkontor
I svenskt språkbruk används i första hand ordet huvudkontor (HK) i civila sammanhang, medan högkvarter varit en främst militär term. Under inflytande av den amerikanska engelskans headquarters, som används för alla typer av organisationer, har dock även det svenska ordet högkvarter fått större spridning i informella sammanhang. Inom brittisk engelska är headquarters en främst militär term, medan head office används i övriga sammanhang.